# Air Force One (película)
Air Force One (conocida también en España como El avión del presidente y Avión presidencial en Hispanoamérica) es una película estadounidense de acción y suspenso de 1997. Dirigida por Wolfgang Petersen, escrita por Andrew W. Marlowe y protagonizada por Harrison Ford, Gary Oldman y Glenn Close.
Narra la historia del secuestro del Air Force One por cuenta de un grupo terrorista ruso. Fue un éxito de taquilla y es considerada una de las cintas de acción más populares de los noventa. Recibió dos nominaciones al premio Óscar en las categorías de mejor sonido y mejor montaje.

## Argumento
En un esfuerzo conjunto entre las fuerzas militares rusas y estadounidenses, el general Ivan Radek (Jürgen Prochnow), dictador de Kazajistán, fue derrocado. Tres semanas después se celebra una cena de conmemoración en Moscú con la presencia del presidente de Rusia, Petrov (Alan Woolf), y el presidente de los Estados Unidos, James Marshall (Harrison Ford), quien expresa su remordimiento de que la acción no se hubiera llevado a cabo antes para prevenir el sufrimiento causado por el régimen de Radek, el cual le había costado la vida a doscientas mil personas. También deja claro que su Gobierno mantendrá una posición firme frente al despotismo y que no se negociará con terroristas.
El presidente Marshall, junto con la primera dama, Grace Marshall (Wendy Crewson); su hija Alice (Liesel Matthews), y su gabinete, aborda el Air Force One para regresar a su país. Un pequeño número de periodistas es invitado al viaje, quienes en realidad son un grupo de mercenarios leales a Radek liderados por Egor Korshunov (Gary Oldman). Los mercenarios cuentan con la ayuda del agente del servicio secreto Gibbs (Xander Berkeley), un topo encubierto que les provee el armamento necesario para tomar el avión una vez que esté en vuelo. Al iniciarse la toma, el servicio secreto lleva rápidamente al presidente Marshall hacía una cápsula de evacuación en la bodega del avión para salvarlo. El presidente parece estar a salvo al eyectarse la cápsula. Los terroristas logran hacerse con el control del avión antes de que este lograra aterrizar de emergencia en la Base Aérea de Ramstein en Alemania y varios F-15 lo escoltan mientras cambia su rumbo hacia territorio leal a Radek.
En Washington D. C., la vicepresidenta Kathryn Bennett (Glenn Close) llega a la Casa Blanca para hacerse cargo de la situación junto con el secretario de Defensa, Walter Dean (Dean Stockwell), y otros funcionarios. Korshunov hace contacto con la Casa Blanca y demanda la liberación inmediata del general Radek y amenaza con ejecutar a un rehén cada media hora hasta que así sea. En el avión, el presidente Marshal, quien no abordó la cápsula, se las arregla para matar a un mercenario y obtener su arma. Korshunov mata al consejero de Seguridad Nacional, Jack Doherty (Tom Everett), y traslada a la primera dama y a su hija a la cabina, dejando al resto de los rehenes encerrados en la sala de conferencias. El presidente logra obtener un teléfono y se contacta con la vicepresidenta, aunque Korshunov se da cuenta de su presencia —creyendo que es un agente del servicio secreto— y amenaza con matar a la secretaria de Prensa, Melanie Mitchell (Donna Bullock), si este no se entrega. El presidente no lo hace y Mitchell es ejecutada.
El presidente logra llegar hasta los rehenes y junto con sus consejeros militares, entre ellos el mayor Caldwell (William H. Macy) y el jefe de personal, Lloyd Shepherd (Paul Guilfoyle), crean un plan para engañar a los mercenarios, haciendo que el avión pierda combustible para así hacerlo descender a una menor altitud y escapar usando los paracaídas de forma segura. El avión pierde combustible y Korshunov demanda una nave KC-10 para reabastecerse en el aire. Durante el abastecimiento, el presidente lleva a los rehenes hacia la bodega para escapar; pero son descubiertos por Korshunov, quien hace una maniobra arriesgada que causa la ignición del combustible, causando la destrucción del KC-10. Todos, a excepción de Marshall, Caldwell, Shepard y Gibbs —quien aún mantiene su doble identidad— logran escapar sanos y salvos.
El presidente es llevado a la cabina y se reúne con su familia y con Korshunov, quien lo amenaza con ejecutar a su hija si no ordena la liberación de Radek de una vez por todas. El presidente cede fácilmente y Radek es puesto en libertad. Mientras Korshunov y sus hombres celebran al cumplir su cometido, el presidente logra liberarse de sus ataduras y forcejea con Korshunov . En la puja, el piloto del avión muere y el resto de los terroristas son dados de baja con ayuda de Caldwell. El presidente logra hacer contacto a tiempo y ordena detener a Radek nuevamente, quien muere abatido finalmente al intentar escapar. 
El presidente y Caldwell retoman el control del avión e intentan salir del territorio fiel a Radek; pero son sometidos a las balas de los MiG-29 enemigos, las cuales dañan severamente el avión, imposibilitándolo para aterrizar de forma segura. Ya en territorio aliado, una nave MC-130 de operaciones especiales llega a evacuar al personal del Air Force One por medio de rescatistas. La primera dama, su hija y Shepherd evacúan satisfactoriamente. Cuando solo hay tiempo para una evacuación más, Gibbs revela finalmente sus verdaderas intenciones y asesina a Caldwell y al rescatista para salvarse él. El presidente forcejea con Gibbs y logra hacerse con la cuerda de rescate, escapando en el último momento. El Air Force One cae al mar Caspio con Gibbs a bordo y es destruido. Los rescatistas logran subir al presidente a la nave y se reúne con su familia. El MC-130 se convierte subsecuentemente en el nuevo Air Force One y vuela a salvo en el horizonte.

## Reparto
- Harrison Ford como James Marshall, presidente de los Estados Unidos.
- Gary Oldman como Egor Korshunov.
- Glenn Close como Kathryn Bennett, vicepresidenta de los Estados Unidos.
- Wendy Crewson como Grace Marshall, primera dama de los Estados Unidos.
- Liesel Matthews como Alice Marshall.
- Paul Guilfoyle como Lloyd Shepherd, jefe de Estado Mayor Conjunto de los Estados Unidos.
- Xander Berkeley como agente especial Gibbs, Servicio Secreto.
- William H. Macy como mayor Norman Caldwell.
- Dean Stockwell como Walter Dean, secretario de Defensa de los Estados Unidos.
- Tom Everett como Jack Doherty, secretario de Seguridad Nacional de los Estados Unidos.
- Jürgen Prochnow como general Alexander Radek.
- Donna Bullock como Melanie Mitchell, secretaria de Prensa de los Estados Unidos.
- Michael Ray Miller como el coronel Axelrod.
- Elya Baskin como Andrei Kolchak.
- Andrew Divoff como Boris Bazylev.
- David Vadim como Igor Nevsky.
- Levan Uchaneishvili como Sergei Lenski.
- Ilia Volok como Vladimir Krasin.
- Alen Woolf como el presidente Petrov.

## Producción
Varios miembros del equipo pudieron viajar en el auténtico Air Force One antes de rodar y basaron algunas escenas en su experiencia. Para las escenas exteriores se alquiló un Boeing 747-146 de la aerolínea Kalitta Air que se repintó con los colores del Air Force One.
La escena que explica por qué el agente Gibbs es un topo fue cortada del montaje final. Según el director Wolfgang Petersen, Gibbs fue concebido como un antiguo agente de la CIA que perdió mucho tras el final de la Guerra Fría y así, se volvió hacia el Gobierno estadounidense buscando venganza. Conocía a los terroristas desde sus días en la organización, por lo que fue incluido en el plan para secuestrar el avión. La escena fue considerada como demasiado larga para contar, así que fue eliminada.
Gary Oldman no mantuvo su personaje entre escenas. Según el director, era tan divertido y genial cuando no se grababa que, una vez iniciaba la filmación, volvía a su personaje como un tiro.
El palacio del general Radek se filmó en Cleveland, Ohio. El exterior es la mansión Severance Hall y el interior la Cuyahoga County Courthouse. La prisión rusa es en realidad el reformatorio estatal de Ohio que se usó para rodar The Shawshank Redemption. Las escenas en la Base Aérea Alemana de Ramstein fueron grabadas en realidad en la Base Militar de Rickenbacker, también ubicada en Ohio.

## Armamentos en el filme
- Beretta 92FS
- SIG Sauer P226
- Heckler & Koch MP5 (modelos A5 & K)
- Colt Carabina M4
- Kalashnikov AK-47

## Aviones
- VC-25A Air Force One
- F-15C Eagle
- KC-10A Extender
- C-5B Galaxy
- C-141B Starlifter
- UH-1N Huey
- UH-60A Blackhawk / MH-60G Pavehawk
- MiG-29A Fulcrum
- MC-130E Combat Talon I
- Mi-24D Hind